# Gunnar Norling (ämbetsman)
Erik Gunnar Edvin Norling, född den 5 september 1929 i Arbrå församling, Gävleborgs län, död den 8 juni 2011 i Stockholm, var en svensk ämbetsman.
Norling avlade filosofisk ämbetsexamen vid Uppsala universitet 1956 samt blev Master of Arts vid University of Wisconsin i Förenta staterna 1958 och filosofie licentiat vid Uppsala universitet 1964. Han var assistent på geografiska institutionen vid Uppsala universitet 1958–1961  och biträdande lärare på geografiska institutionen vid Handelshögskolan i Stockholm 1961–1965. Norling var planeringsdirektör vid länsstyrelsen i Västernorrlands län 1965–1971 samt länsråd och landshövdingens ställföreträdare i Skaraborgs län 1971–1991. Han hade uppdrag inom statliga utredningar. Norling publicerade Mikkaglaciären sommaren 1954 (1957) med flera vetenskapliga uppsatser i geografiska, särskilt befolkningsgeografiska, ämnen i facktidskrifter. Han blev riddare av Nordstjärneorden 1973. Norling vilar i en minneslund på Skogskyrkogården i Stockholm.